# Castejón de las Armas

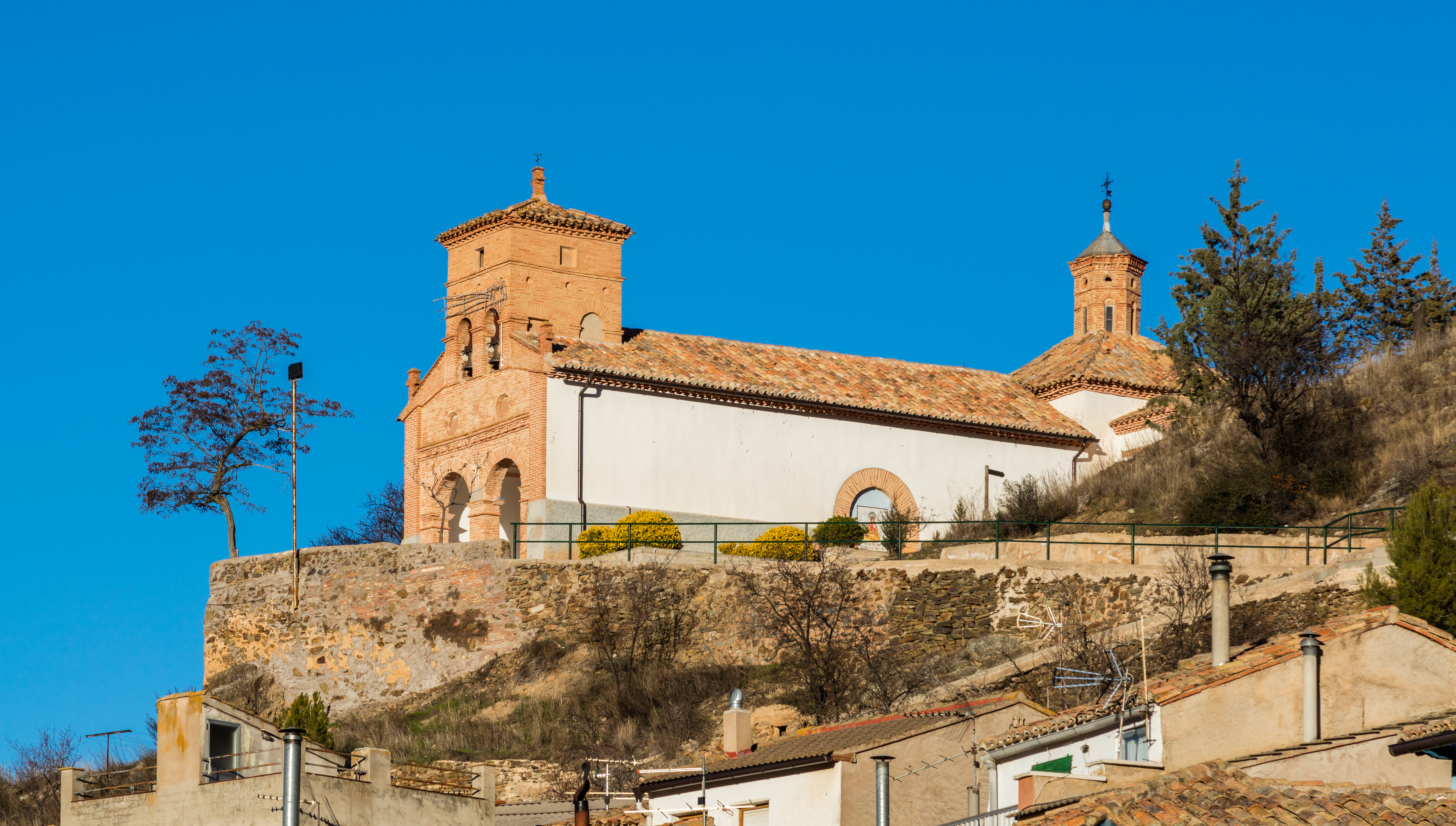
Ermita de la Virgen del Cerro, Castejón de las Armas.

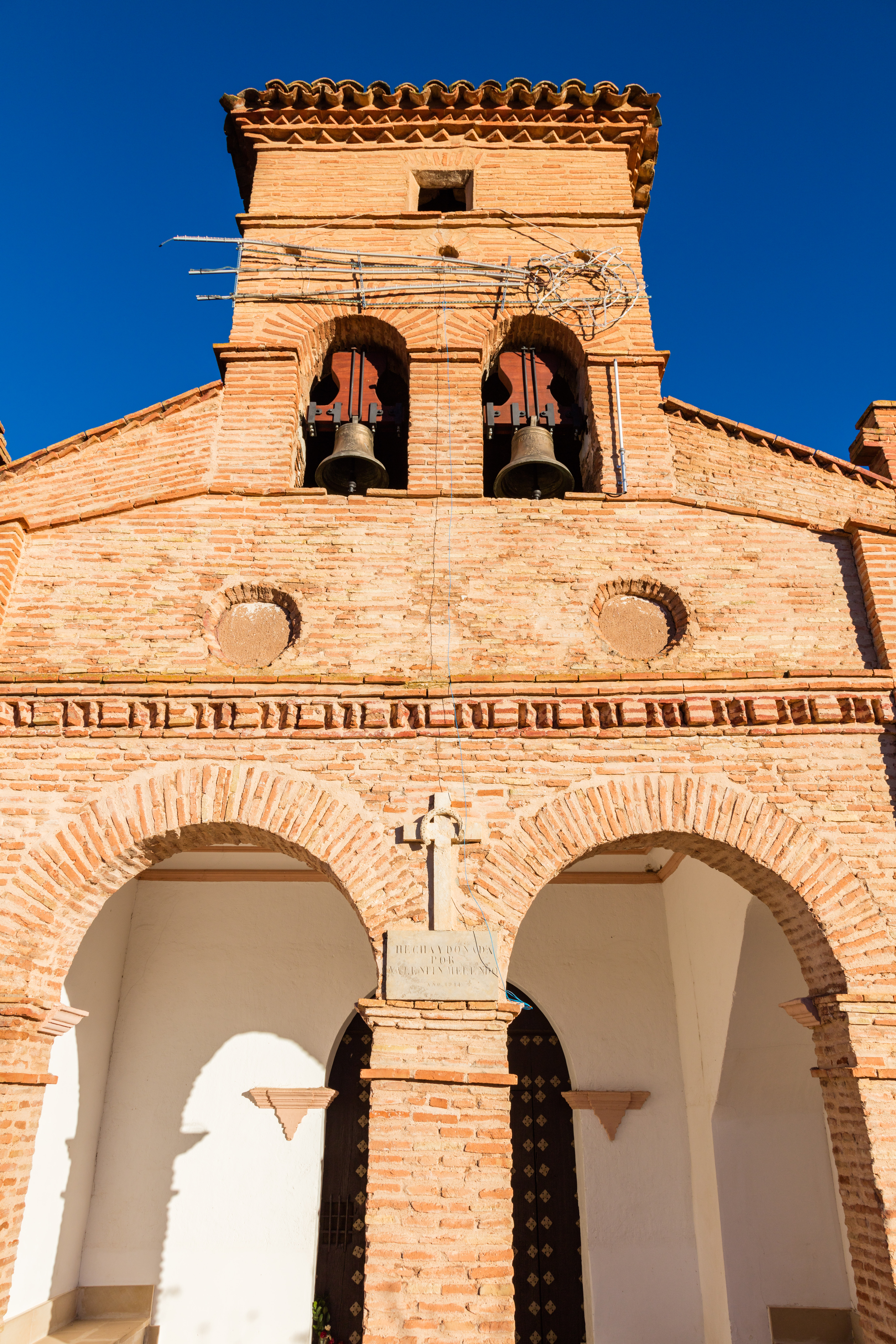
Fachada de la ermita.

Castejón de las Armas es un municipio de España, en la provincia de Zaragoza, comunidad autónoma de Aragón. Tiene un área de 16,09 km² con una población de 87 habitantes (INE 2017) y una densidad de 5,41 hab/km². A nivel eclesiástico está dentro del arciprestazgo del Alto Jalón.

## Geografía
El municipio está situado en la Comarca de Calatayud a 104 kilómetros de Zaragoza, a una altitud de 609 metros sobre el nivel del mar. Se encuentra asentado en las proximidades de las confluencias de los ríos Piedra y Jalón, lo que le confiere un bello paisaje formado por las vegas de ambos ríos. Está atravesado por la Autovía del Nordeste entre los pK 215 y 216, así como por la antigua carretera N-2. Parte de su término municipal está protegido dentro de la red Red Natura 2000 con la denominación de Riberas del Jalón (Bubierca-Ateca), que comprende una franja entre Bubierca y Ateca de la ribera del río Jalón.
El relieve está determinado por el río Jalón al norte y la depresión que genera el río Piedra en su curso bajo. El resto del terreno es muy accidentado, con barrancos y abruptas elevaciones que alcanzan más de 800 metros de altura. 
| Noroeste: Bubierca | Norte: Ateca | Noreste: Ateca   |
| Oeste: Bubierca    |              | Este: Ateca      |
| Suroeste: Godojos  | Sur: Carenas | Sureste: Carenas |

## Historia
Originariamente se denominaba Castejón de Ateca, en el siglo XVI paso a llamarse con su actual denominación.[cita requerida].
Castejón de las Armas, le viene dado por la fábrica de armas blancas de muy buen temple, la fabricación de estas existía ya en 1495, todavía en el siglo XVI se fabricaban espadas famosas en la comarca, y donde (según cuenta la leyenda) el Rey Fernando II el Católico , Rey de Aragón y de Castilla, en una de sus batallas, y  para satisfacer su deseo, fue armado ante la imagen de Nuestra Señora del Cerro. Al terminar la conquista de Granada, volvió a este lugar, y en agradecimiento a las victorias conseguidas y a la ayuda divina recibida, ordenó construir la capilla dedicada a la Purísima Concepción y  colocar los escudos de Aragón y Castilla en el altar de la imagen de la Virgen del Cerro.
Los monumentos y sitios destacados en la población son varios, como la Iglesia de El Salvador de 1280 de estilo gótico, destacando en su interior dos retablos barrocos en madera, y una talla también en madera que representa a la Virgen, de 123 centímetros de altura; La Ermitade la Virgen del Cerro, que data del siglo XV aunque el edificio actual de estilo colonial fecha del siglo XVII; Restos de El castillo medieval del siglo XIV donde cuentan que el Rey Fernando II pasó una noche; El Río Piedra, famoso por sus truchas y la vegetación a lo largo de su cauce, atraviesa el pueblo dividiéndolo en dos; Las Fuentes de su localidad; La Chichulana, lugar emblemático por sus vistas. Es el punto más alto del pueblo, desde donde se divisa gran parte de la comarca, se puede llegar caminando desde el pueblo disfrutando de la naturaleza; Santorcal es una antigua casa de labranza a la que se llega después de recorrer la vega del Río Piedra, andando o en bicicleta, disfrutando de su bella vegetación; La fábrica de papel actividad económica destacable del pasado en la que se fabricaba con dos tinas y papel florete que se llevaba a Madrid, la fábrica funcionó hasta los años veinte del siglo pasado. Actualmente es una vivienda particular.
Las fiestas populares en honor a su patrón San Pascual Bailón el 17 de mayo , y la Fiesta Mayor a principios de agosto en honor a la Virgen del Cerro.

## Demografía
Castejón de las Armas cuenta con una población de 88 habitantes (INE 2024).
| Gráfica de evolución demográfica de Castejón de las Armas entre 1842 y 2021                                         |
| |
| Población de derecho según los censos de población del INE Población de hecho según los censos de población del INE |

## Administración y política
| Período   | Alcalde                  | Partido |  |
| --------- | ------------------------ | ------- |  |
| 1979-1983 | Gaudioso Cubero Esteban  | PSOE    |  |
| 1983-1987 | Gaudioso Cubero Esteban  | PSOE    |  |
| 1987-1989 | Ernesto Morte Palacios   | IU      |  |
| 1989-1991 | Francisco Melendo Inogés | CDS     |  |
| 1991-1995 | Francisco Melendo        | PP      |  |
| 1995-1999 | Francisco Melendo        | PP      |  |
| 1999-2003 | Francisco Melendo        | PP      |  |
| 2003-2007 | Francisco Melendo        | PP      |  |
| 2007-2011 | Arturo Martínez Bastarós | PSOE    |  |
| 2011-2015 | Arturo Martínez Bastarós | PSOE    |  |
| 2015-2019 | Arturo Martínez Bastarós | PSOE    |  |
| 2019-2023 | Francisco José Melendo   | PP      |  |

| Partido político    | Partido político                                   | 2003   | 2007   | 2011   | 2015   |
| Partido político    | Partido político                                   | Ediles | Ediles | Ediles | Ediles |
|                     | Partido Popular de Aragón (PP)                     | 4      | 1      | 4      | 4      |
|                     | Partido de los Socialistas de Aragón (PSOE-Aragón) | 1      | 4      | 1      | 1      |
|                     | Partido Aragonés (PAR)                             | —      | —      | —      | —      |
| Total de concejales | Total de concejales                                | 5      | 5      | 5      | 5      |